# タツノコプロ
株式会社タツノコプロ（英: Tatsunoko Production Co., Ltd.）は、日本のアニメ制作会社。日本テレビホールディングス株式会社の連結子会社、株式会社タカラトミーの持分法適用会社。日本動画協会正会員。

## 概要
漫画等の原作をもとにしないオリジナルアニメを得意とし、作品にかかわる権利の9割以上を自社単独で保有している。1962年10月、「株式会社竜の子プロダクション」（たつのこプロダクション）として設立。2013年3月、これまで通称として使用してきた「タツノコプロ」に商号変更された。コーポレート・キャラクターは、タツノオトシゴである。

## 沿革

### 1960年代
1962年（昭和37年）
- 10月19日 - 漫画家の吉田竜夫が、自身のマネージャーを務めていた弟の吉田健二らと共に「株式会社竜の子プロダクション」（以下、「タツノコプロ」）を東京都国分寺市に設立。竜夫の末弟で漫画家の九里一平（本名：吉田豊治）も、竜夫と健二に勧められるまま参加。3兄弟が代表権を持つ取締役に就任し、竜夫が社長、健二が専務、九里が常務となった。当初は竜夫の漫画の版権やアシスタントの管理をするための漫画専門のプロダクションだった。創設時には、辻なおき、望月三起也、中城健が参加した。

1964年（昭和39年）
- タツノコプロへ東映動画からテレビアニメ制作の企画が持ち込まれ『宇宙エース』の企画が立てられるが、著作権の配分を巡って紛糾し制作開始直前に企画が中止となる。タツノコプロが原作と演出、東映動画が作画以降の作業を分担する計画であった。企画中止の後、東映動画は独自に『宇宙パトロールホッパ』を制作した。このとき、タツノコ側からはアシスタントの原征太郎と吉田兄弟の友人の漫画家笹川ひろしが東映動画で3か月のアニメーター養成研修を受けた。

1965年（昭和40年）
- 5月 - タツノコプロ単独制作により『宇宙エース』がテレビアニメ第1作としてフジテレビ系列で放送開始。モノクロ作品。吉田兄弟、笹川ひろし、原征太郎を中心に新たに奥田誠治、坪田力蔵、西岡たかし、木下敏治、東映動画から美術の中村光毅、虫プロダクションから脚本家の鳥海尽三らが加わる。その他、新聞の募集広告で約60名のスタッフが集まる。『宇宙エース』放送以後、1980年中盤までタツノコ制作の多くの作品がフジテレビ系列で放映される。

1966年（昭和41年）
- 2月 - 鳥海永行が入社、当時は文芸部がなかったため演出部に所属。

1967年（昭和42年）
- 4月 - カラー作品第1号『マッハGoGoGo』が放送開始。以後、吉田竜夫が原作を務めた作品と『いなかっぺ大将』（川崎のぼる原作）などの他の原作者による作品を並行しながら、アニメ制作を続ける。『ハクション大魔王』などのスラップスティックギャグを多く制作し、その間に『みなしごハッチ』を始めとする家庭向けメルヘン作品などの他ジャンルのアニメも手掛け、1970年代からは『科学忍者隊ガッチャマン』の制作を切っ掛けにしてSFアクションヒーロー物も制作のラインナップに加わる。

### 1970年代
1973年（昭和48年）
- タツノコランドを設立。同社はタツノコプロのキャラクターをプラモデル化、販売は今井科学が行なった。タツノコランドはテレビアニメ『新造人間キャシャーン』『破裏拳ポリマー』のスポンサーにもなった。

1975年（昭和50年）
- タイムボカンシリーズ開始。

1977年（昭和52年）
- 3月7日 - 子会社のアニメフレンドを設立。
- 9月5日 - 社長の吉田竜夫が肝臓がんのため45歳で死去。
  - 吉田竜夫が体調を崩した前後から、タツノコプロ草創期のメンバーを中心に社外への人材流出が起きる。

- 9月21日 - 取締役の吉田健二が第2代社長に就任。

1978年（昭和53年）
- アニメーター養成機関、タツノコアニメ技術研究所を設立。

### 1980年代
1983年（昭和58年）
- 3月 - 『ハクション大魔王』以来続いた日曜夜6時のタツノコプロ制作枠が廃枠となる。
- 9月 - 『イタダキマン』が打ち切り。タイムボカンシリーズ終了。

1985年（昭和60年）
- 9月 - 『炎のアルペンローゼ ジュディ&ランディ』（赤石路代原作）を最後に、タツノコプロ制作による新作アニメのフジテレビ系列での放送が長らく途絶える事になる。

1986年（昭和61年）
- 『ドテラマン』が、1971年（昭和46年）に制作・放送された『アニメンタリー 決断』以来15年ぶりに日本テレビでタツノコプロ制作のアニメが放映された。また、朝日放送でも9年ぶりとなるタツノコプロ作品の『光の伝説』が放送される。その後、タイムボカンシリーズなど多くの旧作がテレビ東京で放送され、タツノコプロの新作は主にテレビ東京で発表されるようになる。

1987年（昭和62年）
- 吉田健二が社長を退任し、タツノコプロを退社。九里一平が第3代社長に就任。前社長の吉田健二は退任後、独自のプロダクション「遊エンターテインメント」を設立。同社でテレビアニメ『横山光輝 三国志』の制作に関わる。
- 12月、竜の子制作分室が独立して有限会社アイジータツノコ（現：プロダクション・アイジー）が設立される。設立にあたり、タツノコプロは資本金の20%にあたる100万円を出資。この資本関係は1993年（平成5年）に一旦、解消しているが、2010年（平成22年）には逆にプロダクション・アイジーがタツノコプロの株式を11.2%取得して資本関係が復活している。
- 『赤い光弾ジリオン』が日本アニメ大賞の「ファン大賞」（作品賞・男性キャラクター賞・女性キャラクター賞の3賞）を独占。

### 1990年代
1990年（平成2年）
- 杉井興治率いるタツノコアニメ技術研究所が、アニメーション21結成に参加して独立。
- 9月 - アニメフレンドを解散。
- 『ロビンフッドの大冒険』の放映がNHK衛星第2テレビで開始、タツノコアニメが初めてNHKで放映される。

1990年代以降は、社外に去っていた笹川ひろし、多田喜久子らかつてのスタッフを呼び戻し、旧作のリメイクを中心に作品発表を続けた。
1995年（平成7年）
- 前社長の吉田健二がタツノコプロに復帰、初代会長に就任。

### 2000年代
2000年（平成12年）
- タイムボカンシリーズ17年ぶりの新作、『怪盗きらめきマン』がテレビ東京系で放映される。

2001年（平成13年）
- 『The Soul Taker 〜魂狩〜』より全編デジタル制作を開始。

2004年（平成16年）
- 映像作家の紀里谷和明が『新造人間キャシャーン』を自ら監督を務めて実写映画化（『CASSHERN』）。ただし、タツノコプロは原作者としてクレジットされただけで、制作には一切関与していない。
- 3月、東京工科大学との共同プロジェクトにより制作した『Sky Kids BOOBY』が東京国際アニメフェア一般公募部門で優秀作品賞を受賞する。

2005年（平成17年）
- 3月31日 - 初代社長の吉田竜夫が「東京国際アニメフェア2005 第1回特別功労賞『日本のアニメを作った20人』」を受賞。竜夫の長女・すずか（イラストレーター・デザイナーとしてタツノコプロで活動）が代理で受け取る。
- 5月 - 創立40周年記念作品『鴉 -KARAS-』制作。
- 6月末 - 大手玩具メーカータカラ（現: タカラトミー）が吉田家から株式の88%を取得、タカラ傘下に。
- 7月1日 - 会長の吉田健二と社長の九里一平が退任。吉田洋子、吉田富子ら一族の役員も全員退任し、吉田家がタツノコプロの経営から離れる。専務の成嶋弘毅が第4代社長に就任。
- 7月 - 『Sky Kids BOOBY』が関西国際空港関空展望ホール（スカイビュー）のスカイミュージアム内スカイキッズルームにて関空オリジナル映像として上映される。
- 10月2日 - 前社長の九里一平が「第10回アニメーション神戸」特別賞を受賞。

2006年（平成18年）
- 3月25日 - 『鴉 -KARAS-』が「東京国際アニメフェア2006 第5回東京国際アニメアワード」オリジナルビデオ部門優秀作品賞を受賞。
- 4月 - 『アクビガール』の放映がtvkなどのUHF局で開始。『怪盗きらめきマン』以来6年ぶりに通常の地上波テレビ放送で放映されたタツノコアニメ（単発のスペシャル番組は除く）となる。

2007年（平成19年）
- 『科学忍者隊ガッチャマン』『ヤッターマン』の実写映画化が発表される。
- 10月 - 『ヤッターマン』が30年ぶりにリメイクされることが決定。

2008年（平成20年）
- 1月14日 - 日本テレビ系（ytvの制作枠）で『ヤッターマン（2作目）』が放映開始。
- 5月9日 - 『マッハGoGoGo』が『スピード・レーサー』として実写映画化されて公開。監督は「マトリックス」三部作を手がけたウォシャウスキー兄弟。日本公開は同年7月5日。
- 5月23日 - カプコンとのクロスオーバー作品『タツノコ VS. CAPCOM CROSS GENERATION OF HEROES』が製作発表される。
- 12月 - 『タツノコ VS. CAPCOM CROSS GENERATION OF HEROES』稼働開始・発売。

2009年（平成21年）
- 3月7日 - 実写映画版『ヤッターマン』公開。
- 6月2日 - 『タツノコ VS. CAPCOM』の海外版『TATSUNOKO VS. CAPCOM ULTIMATE ALL-STARS』がE3において各媒体社よりベストファイティングゲーム賞を受賞。
- 8月22日 - アニメ映画版『ヤッターマン』公開。

### 2010年代
2010年（平成22年）
- 6月2日 - プロダクション・アイジーが発行済み株式11.2％を取得することを発表。
- 6月11日 - 成嶋弘毅が社長を退任。タカラトミー副社長・佐藤慶太が第5代社長に就任（兼務）。
- 7月31日 - アニメ映画『昆虫物語 みつばちハッチ〜勇気のメロディ〜』公開。

2011年（平成23年）
- 4月
  - 『C』がフジテレビ系列で放送開始され、約26年ぶりとなる同系列での新作作品となる。また、テレビ東京系列で『SKET DANCE』・『プリティーリズム・オーロラドリーム』が放送開始され、3作品がほぼ同時期に開始された。
  - 『プリティーリズム・オーロラドリーム』以降、2021年の『ワッチャプリマジ!』までプリティーシリーズのメインシリーズとスピンオフの計9作品を制作した。

- 10月19日 - 創立50年の1年前を迎えたのを期に2013年10月19日までを「50周年期間」とし、様々な記念事業を行うことを発表。

2012年（平成24年）
- 4月1日 - 佐藤慶太が社長を退任、田中修一郎が第6代社長に就任。

2013年（平成25年）
- 2月12日 - ホリプロが株式の13.5％を取得、タカラトミーに次ぎ第2位（当時）の株主となる。
- 創立50周年記念事業が第7回声優アワードシナジー賞受賞。
- 3月4日 - 「株式会社タツノコプロ」に商号変更（1962年の創業から使い続けて来た漢字表記「竜の子」も含めて、通称だったカタカナに正式に改める）。同時に本社を東京都国分寺市南町3丁目22番12号から東京都武蔵野市中町1丁目19番3号 武蔵野YSビル2Fへ移転し、分散していた会社機能を集約。
- 4月 - 『波打際のむろみさん』が放送開始（同年6月まで放送）。
- 7月 - 『ガッチャマン クラウズ』が日本テレビ系で放送（同年9月まで放送。2015年には続編『ガッチャマン クラウズ インサイト』を放送）。
- 8月 - 実写映画版「ガッチャマン」公開。

2014年（平成26年）
- 1月29日 - 日本テレビ放送網がタカラトミーが保有する株式のうち、発行済み株式54.3%を取得し子会社化すると発表。タカラトミーは引き続き株式20%を保持し、提携関係を継続する。
- 1月31日 - 田中修一郎が社長を退任。桑原勇蔵が第7代社長に就任。

2016年（平成28年）
- 10月1日 - タイムボカンシリーズの最新作『タイムボカン24』が日本テレビ系（ytvの制作枠）で放送開始（翌2017年4月まで放送。同年10月から2018年3月まで続編『タイムボカン 逆襲の三悪人』を放送）。ゲームソフトメーカーレベルファイブが企画協力およびメカ&キャラクター原案として製作に参加。
- 10月19日 - 創立55年の1年前（54周年）を迎える。2018年10月18日までを「タツノコ55（ゴーゴー）YEAR」とし、以後2年間に様々な記念事業を行うことを発表。
- 1月 - 『KING OF PRISM by PrettyRhythm』公開。後に「キンプリ」シリーズ化。

2017年（平成29年）
- 4月 - 『まけるな!!あくのぐんだん!』が放送。
- 5月 - 創立55周年を記念して製作された実写映画『破裏拳ポリマー』が公開。
- 6月 - 日清カップヌードルCM「アオハル」シリーズのアニメーション映像を制作（『魔女の宅急便』篇、『ハイジ』篇、『サザエさん』、『完結』篇）
- 6月 - 『KING OF PRISM -PRIDE the HERO-』公開
- 7月1日 - タツノコ音楽出版株式会社を吸収合併。
- 9月 - 22/7 デビューシングル『僕は存在していなかった』ミュージックビデオ制作
- 10月 - 創立55周年記念テレビアニメ『Infini-T Force』が放送開始。
- 12月 - 「プリティーリズム」新プロジェクト『プリティーオールフレンズプロジェクト』始動発表

2018年（平成30年）
- 1月 - 『D×2 真･女神転生 リベレーション』OP映像制作
- 2月
  - フルデジタル作画での作品作りのワークフロー無償公開
  - 劇場版『Infini-T Force/ガッチャマン　さらば友よ』公開

- 4月 - 22/7 セカンドシングル『シャンプーの匂いがした』ミュージックビデオ制作
- 6月 - JR西日本「夏列車 いっしょに見る夏 帰る夏」CM映像制作
- 7月 - 『乖離性ミリオンアーサー』新・公式オープニングムービー制作
- 9月 - 『Brave Frontier: The Last Summoner』Cinematic Trailer制作

2019年（平成31年・令和元年）
- 1月 - 創立55周年記念作品『エガオノダイカ』が放送開始（同年3月まで放送。なお55周年の企画は本作で一区切り）。
- 4月
  - 新レーベル「BAKKEN RECORD」創設。第1弾作品は下記『パンドラとアクビ』。
  - 映画『パンドラとアクビ』公開。mixiゲームスタジオ「XFLAG」によるアプリ『モンスターストライク』に登場するキャラクター「パンドラ」と『ハクション大魔王』のキャラクター「アクビちゃん」が登場するクロスオーバー作品。

- 6月 - 桑原勇蔵が社長を退任。門屋大輔が第8代社長に就任。
- 8月
  - コロコロチャンネルおよびバンダイYouTubeチャンネルにて『ニンジャボックス』を配信開始。タカラグループ（後にタカラトミーグループ）提携以降では14年ぶりとなるバンダイナムコグループとの協業タイトル。

### 2020年代
2020年（令和2年）
- 6月 - タツノコプロ初の配信企画として『スペクタクルスペクトル』『トイチューバーガンちゃんFromヤッターマン』『手あそびヒーロー“グーチョキパーン”』を配信開始。。

2022年（令和4年）
- 6月 - 門屋大輔が社長を退任。伊藤響が第9代社長に就任。
- 10月 
  - タツノコプロ創業60周年を記念し、歴代のタツノコプロの作品の第1話をセレクション放送する『タツノコタイムズ』がTOKYO MXで放送開始（月曜 19:00 - 19:30。2023年4月から放送終了までは放送日時を金曜 18:30 - 19:00に移動）。
  - 『ワッチャプリマジ!』終了によりプリティーシリーズのテレビアニメが休止に入り、同時にタツノコプロによる同シリーズの制作が終了。2024年4月に開始した次回作『ひみつのアイプリ』以降はOLMに制作会社が交代する（DONGWOO A&Eとの共同制作体制は継続）。

## 特色

### キャラクター造形
タツノコプロのアニメ企画作りはまずキャラクター作りから始まっており、タツノコプロから産まれたキャラクターは根強い人気を誇る。1992年（平成4年）にバンダイが発売した『宇宙の騎士テッカマンブレード』のプラモデルが通商産業省（現：経済産業省）のグッドデザイン賞を受賞したり、2003年（平成15年）にタカラが発売したタツノコプロの歴代ヒーローをモデル化した「ミクロマン2003」が発売直後に売り切れたりしている。
元来吉田竜夫の作品は『忍者部隊月光』など、劇画タッチのアクション物として知られており、アニメーションにもその作風が発揮されていた。吉田竜夫、九里一平、天野嘉孝らの描いたアメリカンコミックを思わせるカラフルでスタイリッシュ・肉感的なキャラクターは作品の海外輸出を強く意識した結果だと言われている。1960年代の代表作である『マッハGoGoGo』はアメリカに輸出され "Speed Racer" の題で人気を博し、一部のアメリカ人がアメリカ製のアニメーションだと信じていたとの逸話も残すほどだった。アクションものとともにタツノコプロの2本柱となった笹川ひろし監督によるギャグもの『ハクション大魔王』「タイムボカンシリーズ」も根強い人気でキャラクター商品に人気があるが、こちらもアクションものと同様にデザインはバタくさく、美術設定などは日本を感じさせない無国籍風の作りとなっている。
1990年代の苦境は1970年代の人気作品を続々とリメイクする企画によって作品をリリースして凌いだ。タツノコオリジナルキャラクターにはアニメをはじめとする各種映像関連業界やコンテンツ業界の内外にもファンが多く、1973年に製作された『新造人間キャシャーン』が、30年を時を経て2004年に『CASSHERN』の題で実写映画化され、上述の通り『科学忍者隊ガッチャマン』『ヤッターマン』も日活で実写映画化が計画され、『ヤッターマン』は2009年3月7日に公開された。さらにアメリカでも、2008年に映画会社ワーナー・ブラザースによって『マッハGoGoGo』が『スピード・レーサー』の名で実写映画化された。

### 映像
『科学忍者隊ガッチャマン』では、特にハイクオリティな映像にこだわり、CGが無い時代に、セル画は1万枚を超えたこともあった。これには吉田の難しいキャラクターを描ける、宮本貞雄、須田正己、二宮常雄、湖川友謙といったアニメーターの力もあった。
映像の表現については、セルアニメーションにこだわらない貪欲さを見せ、実写映像を撮影あるいは、フィルムを購入して、アニメに挿入するなどした。東洋現像所（現・IMAGICA Lab.）に導入されたばかりの映像効果スキャニメイトをいち早くアニメに導入したのはタツノコプロである。これは初期のCGとも評されるもので、アナログ処理による画像を変形させる効果が、『タイムボカン』シリーズのタイムトラベルシーン、1975年（昭和50年）製作の『宇宙の騎士テッカマン』のオープニング演出など、いくつかのタツノコプロ作品で使われた。

### シンジケーション
テレビアニメ進出当初からフジテレビとは関係が深く、土曜日の18時30分から19時の時間帯と日曜日の18時から18時30分の時間帯は一時期タツノコアニメが独占していた。しかし1983年頃から日曜18時枠の廃枠や『イタダキマン』の不振をきっかけに関係はゆるやかながら縮小していき、1985年の『炎のアルペンローゼ ジュディ&ランディ』を最後に四半世紀ほどフジテレビでのアニメ放送は途絶える事になった。
2011年4月、フジテレビ系列のアニメ枠「ノイタミナ」枠にて約26年ぶりにフジテレビ系で新作アニメ『C』を放送。以降、日本テレビの子会社になった後も『ピンポン THE ANIMATION』・『PSYCHO-PASS サイコパス 2』など、ノイタミナ枠でタツノコプロが制作したアニメが放送されるようになった。
広告代理店の読売広告社（読広）の初のテレビ作品がタツノコプロの『宇宙エース』であり、以後も読広と組むことが多かった。初期には読広がタツノコプロの音響制作をし、読広の社員が予告のナレーション台本も担当。多くのタイトルが読広の電波担当役員の松山貫之によって名付けられ、松山は読広退社後の1995年12月から1996年11月までタツノコプロの会長に迎えられる間柄でもあった。

## 社内体制
タツノコプロには企画から撮影まで社内のみで完結する一貫した制作体制が整っていた。かつては東映動画や虫プロダクション（旧社）も同様の体制を保持していたが、これらが合理化や倒産により外注化を拡大したり消滅したあとも、タツノコプロは長くこの体制を維持した。押井守は演出家の修業の上でそれが役立ったことを語っている。
外注プロダクションでは作画のタマ・プロダクションが貢献した。後に韓国ルートを開拓し、子会社のアニメフレンドを設立した。
2000年代以降、一時は自社で企画・プロデュースのみを行い、アニメーションの製作そのものはグロス発注をするという制作手法も多かったが、2016年以降、KING OF PRISM by PrettyRhythmなどの元請制作やデジタル班によるCM制作、PV制作に力を入れている。
キャラクター室
社長である吉田竜夫が直轄していた独立性の高い部署。天野嘉孝、高田明美、下元明子が在籍。
企画文芸部
日活出身の脚本家、鳥海尽三が虫プロを経て移籍してきたのを契機に設立。鳥海尽三を部長に、小山高男、柳川茂らが所属した。
美術部
中村光毅が部長。美術デザイン、世界設定のみならず、メカニックデザインも行なった。大河原邦男、多田喜久子らが所属。
演出部
部長は笹川ひろし。原征太郎、鳥海永行、布川ゆうじ、押井守、真下耕一、うえだひでひと、西久保利彦らが活躍。タツノコプロでは演出が動画チェックも行なった。
出版部・版権部
版権管理の他、タツノコアニメのコミカライズや絵本、版権イラストを担当。天馬正人や内山まもるが在籍。
CM部
コマーシャルやPR映画などを制作。後に葦プロダクションを設立する佐藤俊彦、加藤博らが在籍した。

## 主な作品

### テレビアニメ
太字はTOKYO MX『タツノコタイムズ』（2022年10月3日 - 2023年9月22日）内にて第1話が放送された作品。
| 開始年 | 放送期間          | タイトル                                            | 名義・ 制作スタジオ                                                                     | 監督                                   | アニメーション プロデューサー             | 備考                                           |
| ------ | ----------------- | --------------------------------------------------- | --------------------------------------------------------------------------------------- | -------------------------------------- | ----------------------------------------- | ---------------------------------------------- |
| 1965年 | 5月 - 1966年4月   | 宇宙エース                                          | 吉田竜夫 タツノコプロ / 吉田竜夫 竜の子プロダクション / 吉田竜夫 タツノコプロダクション | 笹川浩                                 | 吉田健二                                  |                                                |
| 1967年 | 4月 - 1968年3月   | マッハGoGoGo（第1作）                               | 吉田竜夫 タツノコプロ / 吉田竜夫 竜の子プロダクション / 吉田竜夫 タツノコプロダクション | 笹川ひろし（総）                       | 吉田竜夫                                  |                                                |
| 1967年 | 10月 - 1968年9月  | おらぁグズラだど（第1作）                           | 吉田竜夫 タツノコプロ / 吉田竜夫 竜の子プロダクション / 吉田竜夫 タツノコプロダクション | 笹川ひろし（総）                       | 吉田竜夫                                  |                                                |
| 1968年 | 10月 - 1969年3月  | ドカチン                                            | 吉田竜夫 タツノコプロ / 吉田竜夫 竜の子プロダクション / 吉田竜夫 タツノコプロダクション | 笹川ひろし（総）                       | 吉田竜夫                                  |                                                |
| 1969年 | 4月 - 9月         | 紅三四郎                                            | 吉田竜夫 タツノコプロ / 吉田竜夫 竜の子プロダクション / 吉田竜夫 タツノコプロダクション | 九里一平（総）                         | 吉田健二                                  |                                                |
| 1969年 | 10月 - 1970年9月  | ハクション大魔王                                    | 吉田竜夫 タツノコプロ / 吉田竜夫 竜の子プロダクション / 吉田竜夫 タツノコプロダクション | 笹川ひろし                             | 吉田健二                                  |                                                |
| 1970年 | 4月 - 1971年12月  | 昆虫物語 みなしごハッチ（第1作）                    | 吉田竜夫 タツノコプロ / 吉田竜夫 竜の子プロダクション / 吉田竜夫 タツノコプロダクション | 九里一平 原征太郎                      | 吉田健二                                  |                                                |
| 1970年 | 10月 - 1972年9月  | いなかっぺ大将                                      | 吉田竜夫 タツノコプロ / 吉田竜夫 竜の子プロダクション / 吉田竜夫 タツノコプロダクション | 笹川ひろし（総）                       | N/A                                       |                                                |
| 1971年 | 1月 - 1972年9月   | カバトット                                          | 吉田竜夫 タツノコプロ / 吉田竜夫 竜の子プロダクション / 吉田竜夫 タツノコプロダクション | 笹川ひろし                             | 吉田竜夫                                  |                                                |
| 1971年 | 4月 - 9月         | アニメンタリー 決断                                 | 吉田竜夫 タツノコプロ / 吉田竜夫 竜の子プロダクション / 吉田竜夫 タツノコプロダクション | 九里一平                               | 吉田健二                                  | 第25話まで制作                                 |
| 1972年 | 1月 - 12月        | 樫の木モック                                        | 吉田竜夫 タツノコプロ / 吉田竜夫 竜の子プロダクション / 吉田竜夫 タツノコプロダクション | 九里一平 →原征太郎（総）               | 吉田健二                                  |                                                |
| 1972年 | 10月 - 1974年9月  | 科学忍者隊ガッチャマン                              | 吉田竜夫 タツノコプロ / 吉田竜夫 竜の子プロダクション / 吉田竜夫 タツノコプロダクション | 鳥海永行                               | 九里一平                                  |                                                |
| 1972年 | 10月 - 1973年9月  | かいけつタマゴン                                    | 吉田竜夫 タツノコプロ / 吉田竜夫 竜の子プロダクション / 吉田竜夫 タツノコプロダクション | 笹川ひろし（総）                       | 吉田竜夫                                  |                                                |
| 1973年 | 1月 - 9月         | けろっこデメタン                                    | 吉田竜夫 タツノコプロ / 吉田竜夫 竜の子プロダクション / 吉田竜夫 タツノコプロダクション | 笹川ひろし（総）                       | 吉田健二 九里一平                         |                                                |
| 1973年 | 10月 - 1974年6月  | 新造人間キャシャーン                                | 吉田竜夫 タツノコプロ / 吉田竜夫 竜の子プロダクション / 吉田竜夫 タツノコプロダクション | 笹川ひろし（総）                       | 吉田健二 九里一平                         |                                                |
| 1974年 | 4月 - 9月         | 昆虫物語 新みなしごハッチ                           | タツノコプロ 竜の子プロダクション タツノコプロダクション                                | 原征太郎                               | 九里一平                                  |                                                |
| 1974年 | 9月 - 1975年3月   | ウリクペン救助隊                                    | タツノコプロ 竜の子プロダクション タツノコプロダクション                                | 笹川ひろし（総） 原征太郎（総）        | 永井昌嗣                                  | 共同制作:ユニマックス&MK                       |
| 1974年 | 10月 - 1975年3月  | 破裏拳ポリマー                                      | タツノコプロ 竜の子プロダクション タツノコプロダクション                                | 鳥海永行（総）                         | 佐藤光雄                                  |                                                |
| 1974年 | 10月 - 1976年9月  | てんとう虫の歌                                      | タツノコプロ 竜の子プロダクション タツノコプロダクション                                | 笹川ひろし（総）                       | 永井昌嗣                                  |                                                |
| 1975年 | 7月 - 12月        | 宇宙の騎士テッカマン                                | タツノコプロ 竜の子プロダクション タツノコプロダクション                                | 笹川ひろし（総） 鳥海永行（総）        | 九里一平                                  |                                                |
| 1975年 | 10月 - 1976年12月 | タイムボカン                                        | タツノコプロ 竜の子プロダクション タツノコプロダクション                                | 笹川ひろし（総）                       | 柴田勝 永井昌嗣                           |                                                |
| 1976年 | 4月 - 12月        | ゴワッパー5 ゴーダム                                | タツノコプロ 竜の子プロダクション タツノコプロダクション                                | 鳥海永行（総）                         | 永井昌嗣                                  | 制作協力:サンライズ                            |
| 1976年 | 10月 - 1977年9月  | ポールのミラクル大作戦                              | タツノコプロ 竜の子プロダクション タツノコプロダクション                                | 笹川ひろし                             | 九里一平 柴田勝 永井昌嗣                  |                                                |
| 1977年 | 1月 - 1979年1月   | タイムボカンシリーズ ヤッターマン（第1作）          | タツノコプロ 竜の子プロダクション タツノコプロダクション                                | 笹川ひろし 原征太郎                    | 柴田勝 永井昌嗣 加藤長輝                  |                                                |
| 1977年 | 9月 - 1978年9月   | 一発貫太くん                                        | タツノコプロ 竜の子プロダクション タツノコプロダクション                                | 笹川ひろし（総）                       | 井上明                                    |                                                |
| 1977年 | 10月 - 1978年3月  | 風船少女テンプルちゃん                              | タツノコプロ 竜の子プロダクション タツノコプロダクション                                | 原セイタロウ                           | 永井昌嗣                                  |                                                |
| 1977年 | 10月 - 1978年3月  | とびだせ!マシーン飛竜                               | タツノコプロ 竜の子プロダクション タツノコプロダクション                                | 原征太郎                               | 鈴木敏充 横尾潔                           | 共同制作:東京12チャンネル、東映                |
| 1978年 | 9月 - 1979年4月   | Once Upon a Time...Man                              | タツノコプロ 竜の子プロダクション タツノコプロダクション                                | アルベール・バリエ                     | N/A                                       | 共同制作:Procidis                              |
| 1978年 | 10月 - 1979年9月  | 科学忍者隊ガッチャマンII                            | タツノコプロ 竜の子プロダクション タツノコプロダクション                                | 笹川ひろし（総）                       | 九里一平 中野政則 柴田勝                  |                                                |
| 1979年 | 2月 - 1980年1月   | タイムボカンシリーズ ゼンダマン                     | タツノコプロ 竜の子プロダクション タツノコプロダクション                                | 笹川ひろし（総）                       | 永井昌嗣 横尾潔                           |                                                |
| 1979年 | 10月 - 1981年2月  | 闘士ゴーディアン                                    | タツノコプロ 竜の子プロダクション タツノコプロダクション                                | N/A                                    | 永井昌嗣 →宮田知行                        | 制作協力:グリーン・ボックス                    |
| 1979年 | 10月 - 1980年8月  | 科学忍者隊ガッチャマンF                             | タツノコプロ 竜の子プロダクション タツノコプロダクション                                | 原征太郎（総）                         | 九里一平 宮田知行                         |                                                |
| 1980年 | 1月 - 7月         | 森の陽気な小人たちベルフィーとリルビット            | タツノコプロ 竜の子プロダクション タツノコプロダクション                                | 林政行                                 | 中野政則 井上明                           |                                                |
| 1980年 | 2月 - 1981年1月   | タイムボカンシリーズ タイムパトロール隊オタスケマン | タツノコプロ 竜の子プロダクション タツノコプロダクション                                | 笹川ひろし                             | 柴田勝 加藤長輝（前半） 岩田弘（後半）    |                                                |
| 1980年 | 9月 - 1981年9月   | とんでも戦士ムテキング                              | タツノコプロ 竜の子プロダクション タツノコプロダクション                                | 原征太郎                               | 九里一平 宮田知行                         |                                                |
| 1981年 | 2月 - 1982年2月   | タイムボカンシリーズ ヤットデタマン                 | タツノコプロ 竜の子プロダクション タツノコプロダクション                                | 笹川ひろし（総）                       | 九里一平 井上明                           |                                                |
| 1981年 | 3月 - 1982年2月   | ゴールドライタン                                    | タツノコプロ 竜の子プロダクション タツノコプロダクション                                | 真下耕一（総）                         | 宮田知行                                  |                                                |
| 1981年 | 10月 - 1982年12月 | ダッシュ勝平                                        | タツノコプロ 竜の子プロダクション タツノコプロダクション                                | 林政行 原征太郎                        | 宮田知行 谷口肇 中野政則                  |                                                |
| 1981年 | 10月 - 1982年3月  | アニメ親子劇場                                      | タツノコプロ 竜の子プロダクション タツノコプロダクション                                | 樋口雅一                               | 井上明                                    |                                                |
| 1982年 | 2月 - 1983年3月   | タイムボカンシリーズ 逆転イッパツマン               | タツノコプロ 竜の子プロダクション タツノコプロダクション                                | 笹川ひろし（総）                       | 井上明 岩田弘                             |                                                |
| 1982年 | 4月 - 1983年3月   | トンデラハウスの大冒険                              | タツノコプロ 竜の子プロダクション タツノコプロダクション                                | 樋口雅一                               | 谷口肇 井上明                             |                                                |
| 1982年 | 10月 - 1983年6月  | 超時空要塞マクロス                                  | タツノコプロ 竜の子プロダクション タツノコプロダクション                                | 石黒昇                                 | 井上明 岩田弘                             | 共同制作:アニメフレンド                        |
| 1983年 | 1月 - 12月        | 未来警察ウラシマン                                  | タツノコプロ 竜の子プロダクション タツノコプロダクション                                | 真下耕一                               | 田村常夫                                  |                                                |
| 1983年 | 4月 - 9月         | パソコントラベル探偵団                              | タツノコプロ 竜の子プロダクション タツノコプロダクション                                | 樋口雅一                               | 中野政則                                  |                                                |
| 1983年 | 4月 - 9月         | タイムボカンシリーズ イタダキマン                   | タツノコプロ 竜の子プロダクション タツノコプロダクション                                | 笹川ひろし（総）                       | 井上明                                    |                                                |
| 1983年 | 10月 - 1984年3月  | 機甲創世記モスピーダ                                | タツノコプロ 竜の子プロダクション タツノコプロダクション                                | 山田勝久                               | 岩田弘 由井正俊                           | 共同制作:アニメフレンド                        |
| 1984年 | 1月 - 8月         | OKAWARI-BOY スターザンS                             | タツノコプロ 竜の子プロダクション タツノコプロダクション                                | うえだひでひと                         | 田村常夫                                  |                                                |
| 1984年 | 4月 - 9月         | 超時空騎団サザンクロス                              | タツノコプロ 竜の子プロダクション タツノコプロダクション                                | 長谷川康雄                             | 中野政則 井上明                           |                                                |
| 1984年 | 9月 - 1985年3月   | よろしくメカドック                                  | タツノコプロ 竜の子プロダクション タツノコプロダクション                                | うえだひでひと                         | 田村常夫                                  |                                                |
| 1985年 | 4月 - 10月        | 炎のアルペンローゼ ジュディ&ランディ                | タツノコプロ 竜の子プロダクション タツノコプロダクション                                | うえだひでひと                         | 由井正俊                                  |                                                |
| 1985年 | 10月 - 1986年3月  | 昭和アホ草紙あかぬけ一番!                           | タツノコプロ 竜の子プロダクション タツノコプロダクション                                | うえだひでひと                         | 由井正俊                                  |                                                |
| 1986年 | 5月 - 9月         | 光の伝説                                            | タツノコプロ 竜の子プロダクション タツノコプロダクション                                | 望月智充                               | 由井正俊                                  |                                                |
| 1986年 | 10月 - 1987年2月  | ドテラマン                                          | タツノコプロ 竜の子プロダクション タツノコプロダクション                                | 貞光紳也                               | 由井正俊 植田基生                         |                                                |
| 1987年 | 4月 - 12月        | 赤い光弾ジリオン                                    | タツノコプロ 竜の子プロダクション タツノコプロダクション                                | 西久保瑞穂                             | 石川光久                                  | 制作協力：京都アニメーション、I.Gタツノコ      |
| 1987年 | 10月 - 1988年9月  | おらぁグズラだど（第2作）                           | タツノコプロ 竜の子プロダクション タツノコプロダクション                                | 笹川ひろし（総）                       | 米田知正                                  |                                                |
| 1989年 | 4月 - 1990年1月   | 天空戦記シュラト                                    | タツノコプロ 竜の子プロダクション タツノコプロダクション                                | 西久保瑞穂                             | 植田もとき                                |                                                |
| 1989年 | 7月 - 1990年8月   | 昆虫物語 みなしごハッチ（第2作）                    | タツノコプロ 竜の子プロダクション タツノコプロダクション                                | 鈴木行                                 | 米田知正                                  |                                                |
| 1990年 | 2月 - 1991年2月   | キャッ党忍伝てやんでえ                              | タツノコプロ 竜の子プロダクション タツノコプロダクション                                | 岡嶋国敏                               | 植田基生                                  |                                                |
| 1990年 | 7月 - 1992年10月  | ロビンフッドの大冒険                                | タツノコプロ 竜の子プロダクション タツノコプロダクション                                | 真下耕一                               | 九里一平 成嶋弘毅 本村眞章                |                                                |
| 1992年 | 2月 - 1993年2月   | 宇宙の騎士テッカマンブレード                        | タツノコプロ 竜の子プロダクション タツノコプロダクション                                | ねぎしひろし                           | 佐久間敏郎                                |                                                |
| 1993年 | 1月 - 7月         | 無責任艦長タイラー                                  | タツノコプロ 竜の子プロダクション タツノコプロダクション                                | 真下耕一                               | 由井正俊                                  |                                                |
| 1994年 | 4月 - 1995年3月   | 白雪姫の伝説                                        | タツノコプロ 竜の子プロダクション タツノコプロダクション                                | 岡嶋国敏                               | 大倉宏俊                                  |                                                |
| 1995年 | 10月 - 1996年3月  | 新世紀エヴァンゲリオン                              | タツノコプロ 竜の子プロダクション タツノコプロダクション                                | 庵野秀明                               | 植田もとき 内山秀二 山賀博之              | 共同制作:GAINAX                                |
| 1995年 | 10月 - 1996年3月  | ドッカン!ロボ天どん                                 | タツノコプロ 竜の子プロダクション タツノコプロダクション                                | 笹川ひろし                             | 由井正俊                                  |                                                |
| 1996年 | 4月 - 10月        | シンデレラ物語                                      | タツノコプロ 竜の子プロダクション タツノコプロダクション                                | 笹川ひろし（総） 石山タカ明            | 由井正俊                                  |                                                |
| 1997年 | 1月 - 9月         | マッハGoGoGo（第2作）                               | タツノコプロ 竜の子プロダクション タツノコプロダクション                                | 笹川ひろし（総） 福島宏之 冨永恒雄     | 由井正俊                                  |                                                |
| 1998年 | 10月 - 12月       | ジェネレイターガウル                                | タツノコプロ 竜の子プロダクション タツノコプロダクション                                | 水島精二                               | 吉田昇一                                  |                                                |
| 2000年 | 4月 - 9月         | タイムボカン2000 怪盗きらめきマン                   | タツノコプロ 竜の子プロダクション タツノコプロダクション                                | 笹川ひろし（総） うえだひでひと        | 由井正俊                                  |                                                |
| 2001年 | 4月 - 7月         | The Soul Taker 〜魂狩〜                             | タツノコプロ 竜の子プロダクション タツノコプロダクション                                | 新房昭之                               | 吉田昇一                                  | 初のデジタル制作作品                           |
| 2001年 | 12月 - 2002年11月 | よばれてとびでて!アクビちゃん                       | タツノコプロ 竜の子プロダクション タツノコプロダクション                                | 笹川ひろし（総） 大久保富彦            | N/A                                       |                                                |
| 2006年 | 4月 - 9月         | アクビガール                                        | タツノコプロ 竜の子プロダクション タツノコプロダクション                                | 荒川眞嗣                               | 坂井憲興                                  | アニメーション制作:スタジオロン                |
| 2008年 | 1月 - 2009年9月   | ヤッターマン（第2作）                               | タツノコプロ 竜の子プロダクション タツノコプロダクション                                | 笹川ひろし（総） しぎのあきら 菱田正和 | 栃平吉和                                  |                                                |
| 2008年 | 9月               | Mach Girl マッハガール                              | タツノコプロ 竜の子プロダクション タツノコプロダクション                                | N/A                                    | 坂井憲興 溝渕康人                         | アニメーション制作:スタジオロン                |
| 2008年 | 10月 - 2009年3月  | キャシャーン Sins                                   | タツノコプロ 竜の子プロダクション タツノコプロダクション                                | 山内重保                               | 藤尾勉                                    | アニメーション制作:マッドハウス                |
| 2009年 | 4月 - 2010年3月   | メタルファイト ベイブレード                         | タツノコプロ 竜の子プロダクション タツノコプロダクション                                | 杉島邦久                               | 三浦俊一郎                                | 制作協力:小学館集英社プロダクション、SynergySP |
| 2010年 | 10月 - 2011年3月  | たちゅまる劇場                                      | タツノコプロ 竜の子プロダクション タツノコプロダクション                                | OKN                                    | 吉田昇一                                  |                                                |
| 2011年 | 4月 - 2012年9月   | SKET DANCE                                          | タツノコプロ 竜の子プロダクション タツノコプロダクション                                | 川口敬一郎                             | 依田健                                    |                                                |
| 2011年 | 4月 - 2012年3月   | プリティーリズム・オーロラドリーム                  | タツノコプロ 竜の子プロダクション タツノコプロダクション                                | 菱田正和                               | 吉田昇一                                  |                                                |
| 2011年 | 4月 - 6月         | C                                                   | タツノコプロ 竜の子プロダクション タツノコプロダクション                                | 中村健治                               | 溝渕康人                                  |                                                |
| 2012年 | 4月 - 2013年3月   | プリティーリズム・ディアマイフューチャー            | タツノコプロ 竜の子プロダクション タツノコプロダクション                                | 菱田マサカズ                           | 吉田昇一 Shin Ju Hee                      | 共同制作:DONGWOO ANIMATION                     |
| 2013年 | 4月 - 2014年3月   | プリティーリズム・レインボーライブ                  | タツノコプロ                                                                            | 菱田正和                               | 吉田昇一 Na Jin Yong                      | 共同制作:DONGWOO ANIMATION                     |
| 2013年 | 4月 - 6月         | 波打際のむろみさん                                  | タツノコプロ                                                                            | 吉原達矢                               | 石川学                                    |                                                |
| 2013年 | 7月 - 9月         | ガッチャマン クラウズ                               | タツノコプロ                                                                            | 中村健治                               | 藤尾勉                                    |                                                |
| 2013年 | 10月 - 12月       | 夜桜四重奏 〜ハナノウタ〜                           | タツノコプロ                                                                            | りょーちも                             | 石川学                                    |                                                |
| 2014年 | 1月 - 3月         | Wake Up, Girls!                                     | タツノコプロ                                                                            | 山本寛                                 | 藤尾勉                                    | 共同制作:Ordet                                 |
| 2014年 | 4月 - 6月         | プリティーリズム・オールスターセレクション          | タツノコプロ                                                                            | 菱田正和                               | 吉田昇一                                  |                                                |
| 2014年 | 4月 - 6月         | ピンポン THE ANIMATION                              | タツノコプロ                                                                            | 湯浅政明                               | 藤尾勉                                    |                                                |
| 2014年 | 7月 - 2017年3月   | プリパラ                                            | タツノコプロ                                                                            | 森脇真琴                               | 溝渕康人 Ha Hae Ran 後藤広光 Kang Suk Woo | 共同制作:DONGWOO A&E                           |
| 2014年 | 10月 - 12月       | PSYCHO-PASS サイコパス 2                            | タツノコプロ                                                                            | 塩谷直義                               | 石川学 金苗将宏                           |                                                |
| 2015年 | 1月 - 3月         | 夜ノヤッターマン                                    | タツノコプロ                                                                            | 吉原達矢                               | 吉田昇一                                  |                                                |
| 2015年 | 7月 - 9月         | ガッチャマン クラウズ インサイト                    | タツノコプロ                                                                            | 中村健治                               | 渋谷いずみ                                |                                                |
| 2015年 | 10月 - 12月       | Peeping Life TV シーズン1 ??                        | タツノコプロ                                                                            | 森りょういち                           | 中島弘道 小川智弘                         | 共同制作:FOREST Hunting One、CoMix Wave Films  |
| 2016年 | 1月 - 3月         | ナースウィッチ小麦ちゃんR                           | タツノコプロ                                                                            | 川口敬一郎                             | 柳橋基治                                  |                                                |
| 2016年 | 10月 - 2017年3月  | タイムボカン24                                      | タツノコプロ                                                                            | 稲垣隆行                               | 柳橋基治                                  | 企画協力・キャラクター&メカ原案:レベルファイブ |
| 2017年 | 4月 - 2018年3月   | アイドルタイムプリパラ                              | タツノコプロ                                                                            | 森脇真琴                               | 後藤広光 Kang Seok Woo                    | 共同制作:DONGWOO A&E                           |
| 2017年 | 4月 - 6月         | まけるな!!あくのぐんだん!                           | タツノコプロ                                                                            | 京極尚彦                               | 大松裕                                    |                                                |
| 2017年 | 10月 - 12月       | Infini-T Force                                      | タツノコプロ                                                                            | 鈴木清崇                               | 吉田昇一 渋谷いずみ                       | 3DCG制作:デジタル・フロンティア                |
| 2017年 | 10月 - 2018年3月  | タイムボカン 逆襲の三悪人                           | タツノコプロ                                                                            | 稲垣隆行                               | 柳橋基治                                  | 企画協力・キャラクター&メカ原案:レベルファイブ |
| 2018年 | 4月 - 2021年5月   | キラッとプリ☆チャン                                 | タツノコプロ                                                                            | 博史池畠                               | 金子未来 Kang Seok Woo                    | 共同制作:DONGWOO A&E                           |
| 2019年 | 1月 - 3月         | エガオノダイカ                                      | タツノコプロ                                                                            | 鈴木利正                               | 柳橋基治                                  |                                                |
| 2019年 | 4月 - 7月         | KING OF PRISM -Shiny Seven Stars-                   | タツノコプロ                                                                            | 菱田正和                               | 後藤広光                                  |                                                |
| 2020年 | 4月 - 9月         | ハクション大魔王2020                                | タツノコプロ                                                                            | 濁川敦                                 | 古久保悠                                  | 共同制作:日本アニメーション                    |
| 2021年 | 4月 - 6月         | 擾乱 THE PRINCESS OF SNOW AND BLOOD                 | BAKKEN RECORD                                                                           | 工藤進                                 | 大松裕                                    |                                                |
| 2021年 | 6月 - 9月         | プリティーオールフレンズセレクション                | タツノコプロ                                                                            | N/A                                    | N/A                                       | 共同制作:DONGWOO A&E                           |
| 2021年 | 10月 - 12月       | MUTEKING THE Dancing HERO                           | タツノコプロ                                                                            | 高橋良輔（総） サトウユーゾー          | 武藤貴彦                                  | 共同制作:手塚プロダクション                    |
| 2021年 | 10月 - 2022年10月 | ワッチャプリマジ!                                   | タツノコプロ                                                                            | 佐藤順一（総） 小林浩輔                | 古久保悠 金子未来 Kang Seok Woo           | 共同制作:DONGWOO A&E                           |
| 2023年 | 1月 - 3月         | The Legend of Heroes 閃の軌跡 Northern War          | タツノコプロ                                                                            | 佐藤英一                               | 後藤広光                                  |                                                |
| 2023年 | 1月 - 4月         | もういっぽん!                                       | BAKKEN RECORD                                                                           | 荻原健                                 | 大松裕                                    |                                                |
| 2025年 | 7月 -             | Turkey!                                             | BAKKEN RECORD                                                                           | 工藤進                                 | 大松裕                                    |                                                |
| 2025年 | 10月 -            | 素材採取家の異世界旅行記                            | タツノコプロ                                                                            | 小高義規                               | 未公表                                    | 共同制作：SynergySP                            |
| 未公表 | 未公表            | ジャイアントお嬢様                                  | タツノコプロ                                                                            | 未公表                                 | 未公表                                    |                                                |

### 単発テレビスペシャル
| 放映年 | 放映日   | タイトル                                         | 名義・制作スタジオ                                       | 備考                                |
| ------ | -------- | ------------------------------------------------ | -------------------------------------------------------- | ----------------------------------- |
| 1979年 | 5月5日   | 怪盗ルパン 813の謎                               | タツノコプロ 竜の子プロダクション タツノコプロダクション | 共同制作:ヘラルド・エンタープライズ |
| 1979年 | 10月10日 | あしながおじさん                                 | タツノコプロ 竜の子プロダクション タツノコプロダクション | 共同制作:ヘラルド・エンタープライズ |
| 1981年 | 1月3日   | 海底大戦争 愛の20000マイル                       | タツノコプロ 竜の子プロダクション タツノコプロダクション |                                     |
| 1999年 | 12月31日 | 世紀末伝説ワンダフルタツノコランド -円盤星人UBO- | タツノコプロ 竜の子プロダクション タツノコプロダクション |                                     |

### 劇場アニメ
| 公開年 | タイトル                                                                    | 名義・制作スタジオ                                       | 監督                           | 備考                                           |
| ------ | --------------------------------------------------------------------------- | -------------------------------------------------------- | ------------------------------ | ---------------------------------------------- |
| 1978年 | 劇場版 科学忍者隊ガッチャマン                                               | タツノコプロ 竜の子プロダクション タツノコプロダクション | 鳥海永行                       |                                                |
| 1984年 | 超時空要塞マクロス 愛・おぼえていますか                                     | タツノコプロ 竜の子プロダクション タツノコプロダクション | 石黒昇 河森正治                |                                                |
| 1984年 | 地球物語 テレバス2500                                                       | タツノコプロ 竜の子プロダクション タツノコプロダクション | 山根成之                       |                                                |
| 1985年 | こちら葛飾区亀有公園前派出所（ジャンプ・スペシャルアニメ版）                | タツノコプロ 竜の子プロダクション タツノコプロダクション | 笹川ひろし                     |                                                |
| 1997年 | 新世紀エヴァンゲリオン劇場版 シト新生                                       | タツノコプロ 竜の子プロダクション タツノコプロダクション | 庵野秀明（総） 摩砂雪 鶴巻和哉 | 『DEATH』編アニメーション制作、共同制作:GAINAX |
| 2009年 | 劇場版 ヤッターマン 新ヤッターメカ大集合! オモチャの国で大決戦だコロン!     | タツノコプロ 竜の子プロダクション タツノコプロダクション | 笹川ひろし（総） 菱田正和      |                                                |
| 2010年 | 昆虫物語 みつばちハッチ〜勇気のメロディ〜                                   | タツノコプロ 竜の子プロダクション タツノコプロダクション | アミノテツロ                   | 共同制作:グループ・タック                      |
| 2014年 | Wake Up, Girls! 七人のアイドル                                              | タツノコプロ                                             | 山本寛                         | 共同制作:Ordet                                 |
| 2014年 | 劇場版 プリティーリズム・オールスターセレクション プリズムショー☆ベストテン | タツノコプロ                                             | 菱田正和（総）                 | 共同制作:10GAUGE                               |
| 2014年 | Peeping Life -WE ARE THE HERO-                                              | タツノコプロ                                             | 森りょういち                   | 共同制作:FOREST Hunting One、CoMix Wave Films  |
| 2015年 | 劇場版 プリパラ み〜んなあつまれ!プリズム☆ツアーズ                          | タツノコプロ                                             | 菱田正和                       | 共同制作:エイベックス・ピクチャーズ            |
| 2016年 | KING OF PRISM by PrettyRhythm                                               | タツノコプロ                                             | 菱田正和                       |                                                |
| 2016年 | 映画 プリパラ み〜んなのあこがれ♪レッツゴー☆プリパリ                        | タツノコプロ                                             | 森脇真琴                       | 制作協力:パッショーネ                          |
| 2017年 | 劇場版 プリパラ み〜んなでかがやけ!キラリン☆スターライブ!                   | タツノコプロ                                             | 森脇真琴（総） 大久保政雄      |                                                |
| 2017年 | KING OF PRISM -PRIDE the HERO-                                              | タツノコプロ                                             | 菱田正和                       |                                                |
| 2018年 | 劇場版 Infini-T Force/ガッチャマン さらば友よ                               | タツノコプロ                                             | 松本淳                         | 3DCG制作:デジタル・フロンティア                |
| 2019年 | パンドラとアクビ                                                            | BAKKEN RECORD                                            | 曽我準                         |                                                |
| 2020年 | KING OF PRISM ALL STARS -プリズムショー☆ベストテン-                         | タツノコプロ                                             | N/A                            | 共同制作:ODDJOB inc.                           |
| 2022年 | 僕が愛したすべての君へ                                                      | BAKKEN RECORD                                            | 松本淳                         |                                                |
| 2023年 | 劇場版 ポールプリンセス!!                                                   | タツノコプロ                                             | 江副仁美                       |                                                |
| 2024年 | KING OF PRISM -Dramatic PRISM.1-                                            | タツノコプロ                                             | 菱田正和（総）                 |                                                |
| 2025年 | KING OF PRISM-Your Endless Call-み〜んなきらめけ!プリズム☆ツアーズ          | タツノコプロ                                             | 菱田正和（総）                 |                                                |

### OVA
| 発売年 | タイトル                                             | 名義・制作スタジオ                                       | 監督                                      | 備考                                              |
| ------ | ---------------------------------------------------- | -------------------------------------------------------- | ----------------------------------------- | ------------------------------------------------- |
| 1985年 | 機甲創世記モスピーダ LOVE , LIVE , ALIVE             | タツノコプロ 竜の子プロダクション タツノコプロダクション | N/A                                       | 共同制作:アニメフレンド                           |
| 1986年 | アウトランダーズ                                     | タツノコプロ 竜の子プロダクション タツノコプロダクション | 山田勝久                                  |                                                   |
| 1987年 | 超時空要塞マクロス Flash Back 2012                   | タツノコプロ 竜の子プロダクション タツノコプロダクション | 河森正治                                  |                                                   |
| 1988年 | 赤い光弾ジリオン 歌姫夜曲                            | タツノコプロ 竜の子プロダクション タツノコプロダクション | 西久保瑞穂                                |                                                   |
| 1989年 | 天空戦記シュラト 天空界メモリアルズ                  | タツノコプロ 竜の子プロダクション タツノコプロダクション | 西久保瑞穂                                | -1990年                                           |
| 1991年 | 天空戦記シュラト 創世への暗闘                        | タツノコプロ 竜の子プロダクション タツノコプロダクション | まつもとよしひさ                          | -1992年                                           |
| 1993年 | キャシャーン                                         | タツノコプロ 竜の子プロダクション タツノコプロダクション | 福島宏之                                  | -1994年、制作協力：アートミック、東京キッズ       |
| 1993年 | タイムボカン王道復古                                 | タツノコプロ 竜の子プロダクション タツノコプロダクション | しぎのあきら                              | -1994年                                           |
| 1994年 | GATCHAMAN                                            | タツノコプロ 竜の子プロダクション タツノコプロダクション | 福島宏之                                  | -1995年                                           |
| 1994年 | 宇宙の騎士テッカマンブレードII                       | タツノコプロ 竜の子プロダクション タツノコプロダクション | 殿勝秀樹                                  | -1995年                                           |
| 1996年 | 新・破裏拳ポリマー                                   | タツノコプロ 竜の子プロダクション タツノコプロダクション | 新房昭之                                  | -1997年、制作協力：J.C.STAFF                      |
| 2002年 | ナースウィッチ小麦ちゃんマジカルて                   | タツノコプロ 竜の子プロダクション タツノコプロダクション | 武本康弘 荒川真嗣 米たにヨシトモ 玉川真人 | -2004年、共同制作:京都アニメーション（第2話まで） |
| 2004年 | ナースウィッチ小麦ちゃんマジカルてZ                  | タツノコプロ 竜の子プロダクション タツノコプロダクション | 松園公 米たにヨシトモ                     | -2005年                                           |
| 2004年 | Sky Kids BOOBY                                       | タツノコプロ 竜の子プロダクション タツノコプロダクション | N/A                                       | -2009年、共同制作:東京工科大学                    |
| 2005年 | 鴉 -KARAS-                                           | タツノコプロ 竜の子プロダクション タツノコプロダクション | さとうけいいち                            | -2007年                                           |
| 2010年 | 夜桜四重奏 〜ホシノウミ〜                            | タツノコプロ 竜の子プロダクション タツノコプロダクション | りょーちも                                | -2011年、共同制作:パープルカウスタジオジャパン    |
| 2010年 | 怪物王女                                             | タツノコプロ 竜の子プロダクション タツノコプロダクション | 川口敬一郎                                | -2011年                                           |
| 2012年 | 君のいる町                                           | タツノコプロ 竜の子プロダクション タツノコプロダクション | 吉浦康裕（総） 小林寛                     |                                                   |
| 2012年 | 一発必中!! デバンダー                                | タツノコプロ 竜の子プロダクション タツノコプロダクション | 笹川ひろし                                |                                                   |
| 2013年 | Peeping Life -手塚プロ・タツノコプロ ワンダーランド- | タツノコプロ                                             | 森りょういち                              | 共同制作:FOREST Hunting One、CoMix Wave Films     |
| 2013年 | 参乗合体 トランスフォーマーGo!                       | タツノコプロ                                             | 川瀬敏文                                  | -2014年                                           |
| 2013年 | 夜桜四重奏 〜ツキニナク〜                            | タツノコプロ                                             | りょーちも                                | -2014年                                           |

### Webアニメ
| 配信年 | タイトル                          | 名義・制作スタジオ | 監督                  | 備考                             |
| ------ | --------------------------------- | ------------------ | --------------------- | -------------------------------- |
| 2016年 | Transformers: Combiner Wars       | タツノコプロ       | 中村健治              | 共同制作:オールスパーク          |
| 2017年 | Transformers: Titans Return       | タツノコプロ       | 佐藤雄三              | -2018年、共同制作:オールスパーク |
| 2018年 | Transformers: Power of the Primes | タツノコプロ       | 佐藤雄三              | 共同制作:オールスパーク          |
| 2019年 | ニンジャボックス                  | タツノコプロ       | 稲垣隆行（総） 高橋順 | 制作協力:C2C                     |
| 2021年 | アイドルランドプリパラ            | タツノコプロ       | 森脇真琴              | -2024年                          |
| 2022年 | エクセプション                    | BAKKEN RECORD      | サトウユーゾー        |                                  |
| 2022年 | ポールプリンセス!!                | タツノコプロ       | 江副仁美              | -2023年                          |

### ゲーム
| 発売年 | タイトル                                       | 名義・制作スタジオ                                       | 担当                     |
| ------ | ---------------------------------------------- | -------------------------------------------------------- | ------------------------ |
| 1995年 | ときめきメモリアル 〜forever with you〜        | タツノコプロ 竜の子プロダクション タツノコプロダクション | OPアニメーション制作     |
| 1996年 | 新世紀エヴァンゲリオン                         | タツノコプロ 竜の子プロダクション タツノコプロダクション | アニメーションパート制作 |
| 1996年 | ボカンと一発!ドロンボー                        | タツノコプロ 竜の子プロダクション タツノコプロダクション | アニメーションパート制作 |
| 1997年 | ボカンと一発!ドロンボー 完璧版                 | タツノコプロ 竜の子プロダクション タツノコプロダクション | アニメーションパート制作 |
| 1998年 | ボカンですよ                                   | タツノコプロ 竜の子プロダクション タツノコプロダクション | アニメーションパート制作 |
| 1999年 | ぐるぐるガラクターズ                           | タツノコプロ 竜の子プロダクション タツノコプロダクション | キャラクターデザイン     |
| 2000年 | タツノコファイト                               | タツノコプロ 竜の子プロダクション タツノコプロダクション | OPアニメーション制作     |
| 2001年 | ボカンGoGoGo                                   | タツノコプロ 竜の子プロダクション タツノコプロダクション | アニメーションパート制作 |
| 2003年 | 半熟英雄対3D                                   | タツノコプロ 竜の子プロダクション タツノコプロダクション | アニメーションパート制作 |
| 2005年 | 半熟英雄4 ～7人の半熟英雄～                    | タツノコプロ 竜の子プロダクション タツノコプロダクション | アニメーションパート制作 |
| 2008年 | タツノコ VS. CAPCOM CROSS GENERATION OF HEROES | タツノコプロ 竜の子プロダクション タツノコプロダクション | OPアニメーション制作     |
| 2010年 | TATSUNOKO VS. CAPCOM ULTIMATE ALL-STARS        | タツノコプロ 竜の子プロダクション タツノコプロダクション | OPアニメーション制作     |
| 2018年 | D×2 真・女神転生 リベレーション                | タツノコプロ                                             | OPアニメーション制作     |
| 2020年 | ディズニー スタースマッシュ                    | タツノコプロ                                             | プロモーションビデオ制作 |

### 制作協力
| 年     | タイトル                                       | 名義・制作スタジオ                                       | 制作元請                       | 備考                                              |
| ------ | ---------------------------------------------- | -------------------------------------------------------- | ------------------------------ | ------------------------------------------------- |
| 1986年 | あんみつ姫                                     | タツノコプロ 竜の子プロダクション タツノコプロダクション | スタジオぴえろ                 | -1987年、企画協力                                 |
| 1989年 | 紅い牙 ブルーソネット                          | タツノコプロ 竜の子プロダクション タツノコプロダクション | 虫プロダクション               | -1990年、制作協力、共同制作:ランダム（第2話まで） |
| 1989年 | たいむとらぶるトンデケマン!                    | タツノコプロ 竜の子プロダクション タツノコプロダクション | 葦プロダクション               | -1990年、制作協力                                 |
| 1990年 | キムの十字架                                   | タツノコプロ 竜の子プロダクション タツノコプロダクション | 現代ぷろだくしょん             | アニメーション制作協力                            |
| 2019年 | 天気の子                                       | タツノコプロ                                             | コミックス・ウェーブ・フィルム | アニメーション制作協力                            |
| 2024年 | ひみつのアイプリ                               | タツノコプロ                                             | OLM Dongwoo A&E                | ダンスモーション協力                              |
| 2024年 | i☆Ris the Movie - Full Energy!! -              | タツノコプロ                                             | Studio五組                     | 3DCG                                              |
| 2025年 | アイカツ!×プリパラ THE MOVIE -出会いのキセキ!- | タツノコプロ                                             | バンダイナムコピクチャーズ     | 3DCG                                              |

### その他
- スカイファイターZ
- ゴーケツあかんべえ
- かぐや姫

※1990年代にタツノコ作品のLD-BOXの購入特典として配布された非売品LD「タツノコ秘蔵パイロットフィルム集」には上記3作品の映像が収録されている。
| 年     | タイトル                                                          | 備考                                                         |
| ------ | ----------------------------------------------------------------- | ------------------------------------------------------------ |
| 2001年 | タツノコベイビー                                                  | 共同制作:エキサイト                                          |
| 2005年 | 科学忍者隊ガッチャピン                                            | ガチャピンとのコラボレーションキャラクター                   |
| 2006年 | 撮りッたがり決死隊 トッターマンDS                                 | -2007年、企画協力                                            |
| 2012年 | ぶんじほたるホッチ                                                | 国分寺市イメージキャラクター                                 |
| 2012年 | 本巣モレ美さん                                                    | モレラ岐阜イメージキャラクター                               |
| 2012年 | デコボコーン!                                                     | -2013年、共同制作:関西テレビ                                 |
| 2013年 | べっぴょん                                                        | 別府市宣伝部長                                               |
| 2015年 | Infini-T Force 未来の描線                                         | 12月号 - 2020年12月25日、原作・企画、月刊ヒーローズ→コミプレ |
| 2017年 | 日清カップヌードルCM「HUNGRY DAYS 魔女の宅急便篇」                |                                                              |
| 2017年 | 日清カップヌードルCM「HUNGRY DAYS ハイジ編」                      |                                                              |
| 2017年 | 日清カップヌードルCM「HUNGRY DAYS サザエさん篇」                  |                                                              |
| 2017年 | 日清カップヌードルCM「HUNGRY DAYS 完結篇」                        |                                                              |
| 2017年 | 日本ブラインドサッカー協会                                        | ユニフォームデザイン、キャラクターデザイン                   |
| 2017年 | 22/7デビューシングル「僕は存在していなかった」ミュージックビデオ  |                                                              |
| 2018年 | 22/7 セカンドシングル「シャンプーの匂いがした」ミュージックビデオ |                                                              |
| 2018年 | JR西日本CM「夏列車 いっしょに見る夏 帰る夏」                      |                                                              |
| 2019年 | エガオノダイカ Emotional Side                                     | 原作・原案、まんが王国                                       |
| 2020年 | みっちりわんこ!あにめ〜しょん                                     | 原作のみ、共同制作:フレンセル、元請:キャラクション           |
| 2021年 | アルファポリスCM 「終わりなく拡がる世界」                         |                                                              |

### 他社主導作品の共同制作
タツノコプロは『超時空要塞マクロス』や『新世紀エヴァンゲリオン』などの制作にも携わった。
しかし、これらの作品は外部企画による作品であり、あくまでも協力的立場で参加しただけで、自社単独で権利を保有していないため、自社ウェブサイト上の作品リストには著作権を持つ『超時空要塞マクロス』を除き、掲載されていない。
また、『無責任艦長タイラー』や『メタルファイト ベイブレード』のようにタツノコプロが実制作に携わっていても、自社ウェブサイト上の作品リストには掲載されていない作品がある。

## 同社スタッフ・OBが独立・起業した会社

### 現在
- きのプロダクション（木下としお）
- 葦プロダクション（佐藤俊彦、加藤博）
- アクタス（加藤博）
- ぴえろ（布川ゆうじ、鳥海永行、案納正美）
- Production I.G（石川光久）
- P.A.WORKS（堀川憲司）
- J.C.STAFF（宮田知行）
- ティー・エヌ・ケー（加藤長輝）
- A-Line（橋本和典）
- デザインオフィス・メカマン（中村光毅、大河原邦男）
- アゼータ・ピクチャーズ（小林正典）
- 鳳工房（鳥海尽三）
- ドラゴンプロダクション (龍プロダクション, 永井昌嗣）
- マリックス（向井稔）
- プロダクション・アイ（新井寅雄）
- スタジオ・イースター（東潤一）
- スタジオ・タージ（土屋透治）

### 過去
- アートミック（鈴木敏充） - 1997年に倒産して解散。作品の版権の多くはAICに引き取られた。
- スタジオ古留美（石田康実） - 1990年代前半に解散。
- グリーン・ボックス（佐藤光雄） - 1982年に倒産して解散。
- 鳥プロ（鳥海尽三、酒井あきよし、陶山智） - 1982年に解散。
- スタジオユニコーン（栃平吉和） - アニメーション21設立に伴い、社内プロダクションとして統合後解散。
- 銀河帝国（田村常夫、真下耕一） - 1990年代前半に解散。
- アニメーション21（笹川ひろし、杉井興治、栃平吉和、原征太郎） - 映像企画会社スタッフ21の子会社。1993年ごろに解散。栃平はスタジオ旗艦の設立に参加後、再びタツノコプロに戻ったのち退職。
- RADIX（植田もとき） - 2006年10月1日に合併して解散。後子会社は2007年2月1日に同一グループ内の会社と合併。作品の版権の多くは2011年に設立したゼロジーが2012年に引き取った。
- アーツプロ（本田保則） - 2014年に解散。
- ビィートレイン（真下耕一、堀川憲司） - 現在は活動停止状態。
- ぶらざあのっぽ（小山高生） - 2016年に法人登記閉鎖。

## 関連人物

### 制作
- 吉田龍夫（吉田竜夫・初代代表取締役）
- 吉田健二（丸山健二・2代代表取締役・初代会長）
- 吉田豊治（九里一平・3代代表取締役）
- 野口篤志（専務取締役）
- 渡邉季之（取締役）
- 押田聖弘（取締役）
- 石川光久（社外取締役）
- 堀義貴（社外取締役）

### 出身者
- 天野嘉孝（現：天野喜孝）（キャラクターデザイナー、イラストレーター）
- 高田明美（キャラクターデザイナー、イラストレーター）
- 大河原邦男（メカニックデザイナー）
- 布川ゆうじ（アニメ制作者）
- 窪詔之（アニメーター）
- 池端俊策（脚本家）- 大学卒業後、半年のみ勤務。
- 小山高男（現：小山高生）（脚本家）
- 鳥海尽三（脚本家）
- 広瀬正（SF作家、脚本家）
- 柳川茂（脚本家）
- 酒井あきよし（脚本家）
- 押井守（アニメ演出家、映画監督）
- 笹川ひろし（アニメ演出家）
- 鳥海永行（アニメ演出家）
- 西久保利彦（西久保瑞穂）（アニメ演出家）
- 真下耕一（アニメ演出家）
- うえだひでひと（アニメ演出家）
- 中村光毅（アニメ美術、メカニックデザイナー）
- 天馬正人（たつみ勝丸）（漫画家）
- 秋本治（漫画家）
- 内山まもる（漫画家）
- あや秀夫（漫画家）
- 一丸正信（漫画家）
- 森藤よしひろ（漫画家）
- しいはしいく（絵本作家）
- 下元明子（現：河井ノア）（絵本作家、キャラクターデザイナー）
- UPLIFT（伊平崇耶）（作詞家、プロデューサー、構成作家）
- 南家こうじ（アニメーション作家）
- 落合茂一（アニメプロデューサー）
- あかほりさとる（小説家、脚本家）